# 維吾爾人權政策法
維吾爾人權政策法（英語：Uyghur Human Rights Policy Act of 2020）是一項美國聯邦法律，該法案要求美国政府就由中共中央總書記習近平领导下的中国共产党當局在新疆設立再教育營等行为进行通报。中國方面稱此舉是為打擊極端主義及對當地人進行去極端化與職業技能培訓。鄭國恩稱可能有超過百萬維吾爾族及其他穆斯林少數民族人被關在裏面，人權活動人士認為「這些人在那裏遭受到包括心理折磨、洗腦等虐待」，美國國會議員則認為這類設施屬集中營。法案的目的是通過美國國內法律處理在新疆發生的嚴重侵害人權行為，執行方式包括對嚴重侵犯人權的人員實施制裁。

## 立法过程
2018年11月14日，美國國會和行政當局中國委員會共同主席克里斯·史密斯向眾議院提交由多位兩黨議員聯署的《維吾爾人權政策法案》。
2019年1月17日，共和黨參議員馬可·魯比奧提出《2019年维吾尔人权政策法案》，並於2019年9月11日在美國參議院通過。
12月3日，美国众议院通过了增强版的维吾尔人权政策法案该法案包括維吾爾人權政策法案以及与其他两部与新疆有关的法案。
2020年5月14日，馬可·魯比奧重新在参议院提出《2020年维吾尔人权政策法案》，并在当日获参议院通过。
5月27日，众议院以高票（413-1）通过《2020年维吾尔人权政策法案》。
6月2日，法案遞交递交白宫，等待总统签署成法。
6月17日，總統特朗普簽署《2020年維吾爾人權政策法案》，正式成為美國法律。

## 法案內容
法案要求美國多個政府部門就新疆維吾爾人權問題提交報告，例如定期匯報新疆再教育營的關押人數、政府監控的程度和是否存在強逼勞動。法案亦包括於國務院設立新職位處理新疆人權問題、評估能否制裁參與興建新疆再教育營的企業及官員和要求美國聯邦調查局保護在美國境內的維吾爾族人不受威脅。

## 反應

### 中国
中國外交部發言人華春瑩對法案表示憤慨及堅決反對，批評美國粗暴干預中國內政，扭曲和抹黑中國對新疆的政策和中國的人權狀況。美國不應通過法案，以免損害中美關係。中國學者認為新疆再教育營是為了培訓謀生技能，類似的教育營同樣存在於很多阿拉伯國家。
全國人大外事委員會亦發出聲明，狂轟美方惡毒攻擊中國新疆的人權狀況，歪曲抹黑中國去極端化和打擊恐怖主義的努力，無端指摘中國政府治疆政策，粗暴干涉中國內政；並對此表示無限憤慨和堅決反對。
全國政協外事委員會發聲明指，對美國國會眾議院不顧中方堅決反對，執意審議通過《維吾爾人權政策法案》，粗暴干涉中國內政，嚴重違反國際關係基本準則一事，予以嚴厲譴責，並表示無限憤慨和堅決反對。聲明指出，新疆是中國反恐、去極端化鬥爭的主戰場。自從新疆依法採取一系列預防性反恐和去極端化措施以來，已連續3年沒有發生一宗暴恐案件，呈現出繁榮穩定、民族團結、社會和諧的良好局面。這是中國對國際反恐事業的重要貢獻。美國通過這一法案是為恐怖主義張目，是在助紂為虐，是對新疆反恐成果的否定和抹殺，是對國際反恐合作的嚴重破壞。
國家民族事務委員會亦提出堅決反對和強烈譴責美國會眾議院通過《維吾爾人權政策法案》稱，這是對中國內政的粗暴干涉，是對國際準則的公然踐踏。這部所謂法案罔顧事實、顛倒黑白，充斥着對中國治疆政策的偏見、抹殺新疆各項發展成就、無視包括維吾爾族在內的新疆各族群眾的真實感受，再次暴露了美國會毫無底線的雙重標準和虛偽醜陋的霸權邏輯。國家民族事務委員會對此予以堅決反對和強烈譴責。
國家反恐辦主任劉躍進接受記者採訪時指，美國國會眾議院罔顧事實，歪曲捏造，無中生有，對中國政府的治疆政策、反恐維穩舉措和新疆人權狀況進行肆意誣蔑和無端指摘，充分暴露美方在反恐問題上的雙重標準和打着「人權」旗號粗暴干涉中國內政的目的，中方對此表示無限憤慨和堅決反對。
新疆維吾爾自治區人大常委會斥，美國國會眾議院通過《維吾爾人權政策法案》，以美國國內法的形式，對中國新疆的人權狀況和依法採取的反恐、去極端化措施指手劃腳、肆意污蔑，新疆人大對此表示堅決反對和強烈譴責。該《法案》無視新疆的穩定發展，無視新疆各族人民團結和諧、安居樂業的客觀事實，對新疆穩定發展局面無端指摘和肆意抹黑，這是對中國內政的蠻橫干涉。在新疆事務上，最有發言權的是新疆各族人民。
新疆維吾爾自治區人民政府的聲明指，當前，新疆社會「和諧穩定、經濟持續發展、人民安居樂業，處於歷史上最好的繁榮發展時期」。但美國一些人不願看到新疆的大好局面，坐立不安、橫加指摘，發表了一系列罔顧事實、顛倒黑白的言論，極力抹黑新疆。并称《維吾爾人權政策法案》，「大肆攻擊新疆人權狀況」，這是「對中國內政的粗暴干涉，嚴重踐踏了國際法和國際關係基本準則。新疆維吾爾自治區和新疆各族人民，表示強烈譴責和堅決反對」。
中國人民政治協商會議新疆維吾爾自治區委員會發聲明指摘，美國國會眾議院不顧中國政府的一再反對，通過《維吾爾人權政策法案》。該法案以人權為借口，罔顧事實，顛倒黑白，對新疆的人權狀況進行歪曲抹黑和無端指摘，肆意污蔑新疆反恐和去極端化措施，詆毀中國民族宗教政策，對中方採取無理制裁，嚴重踐踏國際法和國際關系基本準則，粗暴干涉中國內政，是赤裸裸的霸權行徑。這極大傷害了中國人民的感情，並向暴恐勢力發出嚴重錯誤信號，性質極其惡劣，用心十分險惡，其根本目的是破壞新疆繁榮穩定，破壞中華民族實現偉大復興的歷史進程。對此，參加中國人民政治協商會議新疆維吾爾自治區委員會的各民主黨派、人民團體、無黨派人士和各族各界委員表示強烈譴責和堅決反對。
中国伊斯兰教协会发表声明指出，该法案无视客观事实，对新疆维吾尔自治区的人权状况和中国政府治疆政策进行歪曲抹黑和无端指责，并表示强烈愤慨和坚决反对，敦促美方尊重客观事实，停止借宗教人权问题干涉中国内政、伤害中国人民的感情。
中国人权发展基金会发表声明指出，该法案无视新疆各族人民基本人权得到有效保障的客观事实，打着保护“人权”的幌子歪曲抹黑新疆的反恐、去极端化工作，粗暴干涉中国内政，中国人民绝不接受、绝不答应。该声明还指出，中国人权发展基金会坚定支持新疆为维护稳定、保障人权所采取的措施和努力，坚定支持中国有关部门对美国国会众议院通过《法案》所阐明的严正立场，并正告美国停止这场颠倒黑白、荒唐可笑的政治闹剧，停止威胁、干涉中国的主权与人权，呼吁国际社会充分认清美国在人权问题上的虚伪面目，不断增进对中国真实情况的认知。
新疆伊斯蘭教協會發聲明斥美方，污蔑歪曲中國政府侵犯新疆穆斯林人權，並妄圖借所謂的涉疆問題打壓中國。作為代表包括維吾爾族在內的新疆1,000多萬穆斯林群眾組織——新疆伊斯蘭教協會，該會對美國的這一所謂《法案》表示堅決反對和強烈譴責。聲明指，《法案》無視客觀事實，對新疆穆斯林的人權狀況進行歪曲、抹黑和無端指摘，只會引起新疆各族群眾的無限憤慨。
中国人权研究会发表声明指出，美国国会众议院无视客观事实，企图以该《法案》公然干涉中国内政，严重违背了国际道义和人类良知，是彻头彻尾的霸权主义行径。谎言永远无法抹杀真相，任何企图诬蔑抹黑中国新疆的图谋不会得逞，任何妄图借涉疆问题干涉中国内政，破坏中国新疆稳定发展的图谋注定会失败。
全国政协民族和宗教委员会召开的委员座谈会参会委员指出，美方大肆抹黑中国去极端化和打击恐怖主义的努力，公然为各种渗透颠覆破坏活动、暴力恐怖活动、民族分裂活动、宗教极端活动撑腰打气。这种粗暴干涉中国内政，公然践踏道义底线的行径，是霸权主义的丑恶表演。他们还表示，维护新疆社会稳定和长治久安是人心所向。
2019年12月7日，中共中央政治局委员、中央外事工作委员会办公室主任杨洁篪同美国国务卿蓬佩奥通电话。杨洁篪表示，美国会众议院通过《2019年维吾尔人权政策法案》，是对中国内政的粗暴干涉，严重违反国际法和国际关系基本准则，严重违背中美两国人民和国际社会的意愿。中方对此表示坚决反对和强烈谴责。
2019年12月9日，新疆維吾爾自治區主席雪克來提·扎克爾出席國新辦記者會時表示，美國國會眾議院通過的《2019維吾爾人權政策法案》，嚴重違反《國際法》和国际关系基本準則，粗暴干涉中國内政。
2019年12月7日，中国政府官方媒体“人民日报”发布报道称：美国国会众议院罔顾事实，颠倒黑白，肆意践踏国际法和国际关系基本准则，执意通过所谓“2019年维吾尔人权政策法案”，其险恶用心暴露无遗。然而，以中国警方认定公布的恐怖分子多里坤·艾沙为首的“世界维吾尔大会”（简称“世维会”）却跟在美国一些政客后面闻风起舞，肆意抹黑新疆，污蔑中国政府，挑动民族仇恨和宗教矛盾，令人不齿。。

### 组织
受美国国家民主基金会资助的世界维吾尔代表大会，其发言人于12月3日表示该法案在抵制“中国持续推动极端的迫害行为”方面十分重要，该组织期待时任美国总统特朗普签署该法案。

## 制裁過程
2019年10月，美國商務部將新疆維吾爾自治區公安廳、新疆生產建設兵團公安局及8家中國企業列入管制實體清單。中國外交部對此表示強烈不滿，發言人耿爽聲明新彊所採取的反恐和去極端化措施是為了防範極端主義及恐怖主義。
2020年7月10日，美国财政部依照总统特朗普于2017年12月依照《全球马格尼茨基人权问责法》签署的13818號行政命令，对四名新疆政法机关领导人及新疆公安厅进行制裁，四人在美资产将被冻结，与亲属无法进入美国，被制裁者包括陳全國、前新疆政法委書記朱海侖、新疆公安廳廳長王明山及前新疆公安廳黨委書記霍留軍。
2020年7月20日，美國再對11家中企祭出制裁，當中9家被指控涉及中共針對新疆少數民族強迫勞動，包括昌吉溢達紡織，及合肥寶龍達信息技術等企業。餘下2間企業新疆絲路華大基因科技與北京六合華大基因科技，則被指控協助採集與分析維吾爾與其他穆斯林少數民族的DNA。

## 外部連結
- S.178 - Uyghur Human Rights Policy Act of 2019（页面存档备份，存于）
- S.3744 - Uyghur Human Rights Policy Act of 2020（页面存档备份，存于）